# Birgitte Wilbek
Birgitte Wilbek (geboren am 28. November 1928 in Hørsholm als Birgitte Harms) ist eine dänische Handballspielerin, Basketballspielerin und Handballtrainerin.

## Handball-Vereinskarriere
Sie spielte Handball für Frederiksberg Idræts-Forening (FIF). Mit dem Team wurde sie dänische Meisterin 1956.

## Basketball-Vereinskarriere
Nachdem im Jahr 1946 Basketball in Dänemark eingeführt wurde, war sie auch beim neu aufgebauten Basketballteam von Frederiksberg Idræts-Forening (FIF) aktiv.

## Handballnationalmannschaft
Sie bestritt zwischen 1951 und 1965 insgesamt 32 Länderspiele für die dänische Nationalmannschaft, bei denen sie 28 Tore erzielte. Ihr Debüt in der dänischen A-Auswahl gab sie am 25. Februar 1951 bei einem Spiel gegen die schwedische Auswahl.
Für Dänemark nahm sie an der Weltmeisterschaft 1957 in Jugoslawien teil.

## Basketballnationalmannschaft
Sie stand 14 Mal im Aufgebot der dänischen Nationalmannschaft und nahm mit dem Team an zwei Europameisterschaften teil.

## Handball-Trainerin
Nach ihrer aktiven Zeit wurde sie 1963 Trainerin der dänischen Nationalmannschaft der Frauen. Sie trainierte auch das Team von FIF.

## Privates
Birgitte Wilbek absolvierte das Falkonergårdens Gymnasium, besuchte ab 1948 den Akademisk Kursus und wurde im Jahr 1953 Lehrerin am Blågård Seminarium. Sie war zwei Mal verheiratet. Der gemeinsame Sohn von ihr und ihrem ersten Ehemann, dem Basketballnationalspieler Erik Wilbek, ist der Handballtrainer Ulrik Wilbek.